# Ernest Dureuil
Pour les articles homonymes, voir Dureuil.
Ernest Dureuil est un gymnaste belge.

## Biographie
Ernest Dureuil fait partie de l'équipe de Belgique qui remporte la médaille de bronze en système suédois par équipes aux Jeux olympiques d'été de 1920 se tenant à Anvers.